# Jerónimo de Velasco
No se debe confundir con el obispo español Jerónimo Velasco.
Jerónimo de Velasco (siglo XVII) fue un militar español, gobernador de Puerto Rico y de Canarias.
| Predecesor: Juan Pérez de Guzmán y Chagoyen  | Gobernador de Puerto Rico 23 de noviembre de 1664 - 16 de agosto de 1670 | Sucesor: Gaspar De Arteaga y Aunoavidao |
| Predecesor: Juan Silva de Balboa y Mogrovejo | Capitán general de Canarias 3 de junio de 1677 - 1681                    | Sucesor: Félix Nieto de Silva           |